# Diister sesquistriatus
Diister sesquistriatus är en skalbaggsart som först beskrevs av Sylvain Auguste de Marseul 1864.  Diister sesquistriatus ingår i släktet Diister och familjen stumpbaggar. Inga underarter finns listade i Catalogue of Life.